# Paral·lel 56° nord
El paral·lel 56° nord és una línia de latitud que es troba a 56 graus nord de la línia equatorial terrestre. Travessa Europa, Àsia, l'Oceà Pacífic, Amèrica del Nord l'oceà Atlàntic.

## Geografia
En el sistema geodèsic WGS84, al nivell de 56° de latitud nord, un grau de longitud equival a 62,393 km; la longitud total del paral·lel és de 22.461 km, que és aproximadament 56,0% de la de l'equador, del que es troba a 6.209 km i a 3.793 km del pol Nord
Com tots els altres paral·lels a part de l'equador, el paral·lel 56° nord no és un cercle màxim i no és la distància més curta entre dos punts, fins i tot si es troben al mateix latitud. Per exemple, seguint el paral·lel, la distància recorreguda entre dos punts de longitud oposada és 11.231 km; després d'un cercle màxim (que passa pel Pol Nord), només és 7.586 km.

## Durada del dia
En aquesta latitud, el sol és visible durant 17 hores i 37 minuts a l'estiu, i 6 hores i 57 minuts en solstici d'hivern.

## Arreu del món
Començant al meridià de Greenwich i dirigint-se cap a l'est, el paral·lel 56º passa per:
| Coordenades                               | País, territori o mar | Notes |
| ----------------------------------------- | --------------------- | --- |
| 56° 0′ N, 0° 0′ E / 56.000°N,0.000°E      | Mar del Nord          | |
| 56° 0′ N, 8° 7′ E / 56.000°N,8.117°E      | Dinamarca             | Jutlàndia (continent) |
| 56° 0′ N, 10° 17′ E / 56.000°N,10.283°E   | Kattegat              | Passa al nord de l'illa de Samsø, Dinamarca |
| 56° 0′ N, 11° 55′ E / 56.000°N,11.917°E   | Dinamarca             | illa de Sjælland |
| 56° 0′ N, 12° 35′ E / 56.000°N,12.583°E   | Øresund               | |
| 56° 0′ N, 12° 43′ E / 56.000°N,12.717°E   | Suècia                | |
| 56° 0′ N, 14° 44′ E / 56.000°N,14.733°E   | Mar Bàltic            | |
| 56° 0′ N, 21° 4′ E / 56.000°N,21.067°E    | Lituània              | |
| 56° 0′ N, 25° 52′ E / 56.000°N,25.867°E   | Letònia               | Passa al nord de Daugavpils |
| 56° 0′ N, 27° 49′ E / 56.000°N,27.817°E   | Belarús               | |
| 56° 0′ N, 28° 43′ E / 56.000°N,28.717°E   | Rússia                | Per uns 13 km |
| 56° 0′ N, 28° 55′ E / 56.000°N,28.917°E   | Belarús               | Per uns 17 km |
| 56° 0′ N, 29° 12′ E / 56.000°N,29.200°E   | Rússia                | Passa al nord de Moscou |
| 56° 0′ N, 137° 25′ E / 56.000°N,137.417°E | Mar d'Okhotsk         | |
| 56° 0′ N, 155° 40′ E / 56.000°N,155.667°E | Rússia                | Kamtxatka |
| 56° 0′ N, 162° 5′ E / 56.000°N,162.083°E  | Mar de Bering         | |
| 56° 0′ N, 160° 34′ O / 56.000°N,160.567°O | Estats Units          | Alaska - la península d'Alaska |
| 56° 0′ N, 158° 25′ O / 56.000°N,158.417°O | Oceà Pacífic          | Golf d'Alaska - Passa al sud de les illes Semidi, i al nord de l'illa Chirikof, Alaska, Estats Units · Passa al sud de l'illa Kuiu, Alaska, Estats Units |
| 56° 0′ N, 133° 35′ O / 56.000°N,133.583°O | Estats Units          | Alaska – illa Kosciusko, illa Príncep de Gal·les, illa Etolin i el sud-est d'Alaska                                                                      |
| 56° 0′ N, 130° 1′ O / 56.000°N,130.017°O  | Canadà                | Colúmbia Britànica Alberta Saskatchewan Manitoba Ontario                                                                                                 |
| 56° 0′ N, 87° 26′ O / 56.000°N,87.433°O   | Badia de Hudson       | |
| 56° 0′ N, 79° 53′ O / 56.000°N,79.883°O   | Canadà                | Nunavut – illa Flaherty i illa Innetalling |
| 56° 0′ N, 78° 59′ O / 56.000°N,78.983°O   | Badia de Hudson       | |
| 56° 0′ N, 76° 46′ O / 56.000°N,76.767°O   | Canadà                | Quebec Terranova i Labrador |
| 56° 0′ N, 60° 49′ O / 56.000°N,60.817°O   | Oceà Atlàntic         | |
| 56° 0′ N, 6° 0′ O / 56.000°N,6.000°O      | Regne Unit            | Escòcia - illa de Jura |
| 56° 0′ N, 5° 48′ O / 56.000°N,5.800°O     | Estret de Jura        | |
| 56° 0′ N, 5° 41′ O / 56.000°N,5.683°O     | Regne Unit            | Escòcia |
| 56° 0′ N, 3° 21′ O / 56.000°N,3.350°O     | Firth of Forth        | Passa a través del pont del Forth, i al nord d'Edimburg                                                                                                  |
| 56° 0′ N, 2° 53′ O / 56.000°N,2.883°O     | Regne Unit            | Escòcia |
| 56° 0′ N, 2° 30′ O / 56.000°N,2.500°O     | Mar del Nord          | |